# Global Greens
Global Greens (zkráceně GG, v překladu též Globální zelení nebo Světoví zelení) je celosvětová síť politických stran a politických hnutí, které prosazují zelenou politiku. Byla založena v roce 2001 v australském městě Canberra na 1. kongresu globálních zelených. Na tomto kongresu byla schválena Charta globálních zelených. Druhý kongres se uskutečnil v roce 2008 v brazilském Sao Paolo, třetí kongres proběhnul v dubnu 2012 v Dakaru v Senegalu.
Global Greens spolupracují se čtyřmi kontinentálními asociacemi:
- Africká federace zelených stran
- Americká federace zelených stran
- Asijsko-pacifická zelená síť
- Evropská strana zelených

## Členské strany
Global Greens sdružují 89 řádných členů (28 afrických, 13 amerických, 11 asijsko-pacifických a 36 evropských stran).
- Afrika:
  -  Angola: Partido Nacional Ecológico de Angola
  -  Benin: Les Verts du Bénin
  -  Burkina Faso: Rassemblement des écologistes du Burkina Faso, Parti Ecologiste pour le Développement du Burkina
  -  Burundi: Burundi Green Movement
  -  Guinea: Parti des écologistes Guinéens
  -  Guinea-Bissau: Liga Guineense de Protecçao Ecologica
  -  Jižní Afrika: Green Party of South Africa
  -  Kamerun: Defense de l'Environment Camerounais
  -  Keňa: Mazingira Green Party of Kenya
  -  Mali: Parti Ecologiste du Mali
  -  Maroko: Les Verts
  -  Mauricius: Movement Republicain - the Green Way
  -  Niger: Rassemblement pour un Sahel Vert
  -  Nigérie: Green Party of Nigeria
  -  Pobřeží slonoviny: Parti pour la protection de l'environnement
  -  Senegal: Les Verts
  -  Somálsko: Somalia Green Party

- Amerika – řádní členové:
  -  Brazílie: Partido Verde
  -  Chile: Partido Verde de Chile
  -  Dominikánská republika: Partido Verde Dominicano
  -  Kanada: Green Party of Canada
  -  Kolumbie: Green Party of Colombia Option Center, Partido Verde Oxigeno
  -  Mexiko: Partido Verde Ecologista de México
  -  Nikaragua: Partido Verde Ecologista de Nicaragua
  -  Peru: Partido Ecologista Alternativa Verde del Peru
  -  USA: Green Party of the United States
  -  Uruguay: Partido del Sol
  -  Venezuela: Movimiento Ecológico de Venezuela

- Amerika – pozorovatel:
  -  Francouzská Guyana: Les Verts de Guyane

- Asie-Pacifik – řádní členové:
  -  Austrálie: Australian Greens
  -  Filipíny: Partido Kalikasan
  -  Indie: Uttarakhand Parivartan Party
  -  Japonsko: Midori no Mirai, Ecolo Japan, Kanagawa Network Movement
  -  Jižní Korea: Korea Greens
  -  Mongolsko: Mongolyn Nogoon Nam
  -  Nepál: Hariyali Nepal Party
  -  Nová Kaledonie: Verts en Nouvelle-Calédonie
  -  Nový Zéland: Green Party of Aotearoa New Zealand
  -  Pákistán: Pakistan Greens
  -  Papua Nová Guinea: Papua New Guinea Green Party
  - Polynésie: Heiura Les Verts Polynésiens
  -  Srí Lanka: Green Movement of Sri Lanka
  -  Tchaj-wan: Green Party Taiwan, Taiwan Friends of the Global Greens
  -  Vanuatu: La Confédération des Verts du Vanuatu

- Asie-Pacifik – přidružení členové:
  -  Austrálie: Federation for a Democratic China Australia
  -  Filipíny: Philippines Greens
  -  Francouzská Polynésie: Maohi Greens
  -  Mongolsko: Mongolilan National Green Movement
  -  Nepál: Green Nepal Party, Nature Conservation Party
  -  Papua Nová Guinea: Papua New Guinea Greens
  -  Srí Lanka: Sri Lanka Green Alliance

- Evropa – řádní členové:
  -  Albánie: Albania Te Gjelberit
  -  Andorra: Andorra Partit Verds d'Andorra
  -  Belgie: Groen!, Ecolo
  -  Bulharsko: Zelena Partija
  -  Česko: Strana zelených
  -  Dánsko: De Grønne
  -  Estonsko: Eesti Rohelised
  -  Finsko: Vihreät/De Gröna
  -  Francie: Europe Écologie – Les Verts
  -  Gruzie: Sakartvelo’s Mtsvaneta Partia
  -  Irsko: Green Party-Comhaontas Glas
  -  Itálie: Federazione dei Verdi
  -  Kypr: Kinima Oikologoi Perivallontistoi
  -  Lotyšsko: Latvijas Zaļā Partija
  -  Lucembursko: Déi Gréng
  -  Maďarsko: Zöld Demokraták Szövetsége
  -  Malta: Alternattiva Demokratika
  -  Moldavsko: Partidul Ecologist Alianţa Verde din Moldova
  -  Německo: Bündnis 90/Die Grünen
  -  Nizozemsko: De Groenen, GroenLinks
  -  Norsko: Miljøpartiet De Grønne
  -  Polsko: Zieloni 2004
  -  Portugalsko: Partido Ecologista Os Verdes
  -  Rakousko: Die Grünen - Die grüne Alternative
  -  Rumunsko: Partidul Verde
  -  Rusko: Zelenaja Alternativa
  -  Řecko: Ecologoi-Prasinoi
  -  Slovinsko: Stranka mladih Slovenije
  -  Spojené království: Green Party of England and Wales / Scottish Green Party
  -  Španělsko: Confederación de Los Verdes, Iniciativa per Catalunya Verds
  -  Švédsko: Miljöpartiet de Gröna
  -  Švýcarsko: Grüne Partei der Schweiz
  -  Ukrajina: Zelena Partija Ukrajiny

- Evropa – pozorovatelé:
  -  Ázerbájdžán: Azerbejzan Greens
  -  Bělorusko: Belarus Greens
  -  Bulharsko: Zelenite
  -  Dánsko: Socialistisk Folkeparti
  -  Chorvatsko: Zelena Lista
  -  Maďarsko: Lehet Mas A Politika
  -  Rusko: Zelenaja Rossija
  -  Srbsko: Zeleni
  -  Turecko: Yeşiller